# Doku Umarov
Doku Hamatovics Umarov (arabosított becenevén: Dokka Abu Uszmán, Harszenoj, 1964. április 13. – 2013. szeptember 7.) csecsen iszlamista parancsnok, terrorista vezér, akit a média gyakran "Oroszország Oszáma bin Ládenjének nevez".
A második csecsen háború idején, 2006 – 2007 között ő volt a de facto független Icskéria Csecsen Köztársaság államelnöke, majd 2007-ben az oroszok által uralt Észak-Kaukázus emírjévé nevezte ki magát, dzsihádot hirdetve a terület "felszabadítására". Az ún. Kaukázusi Emírségben akarta összefogni a térség muszlim vallású népeit (a csecseneket, ingusokat, cserkeszeket, dagesztáni népeket), s az orosz uralom ellen és egy vallási alapon nyugvó föderatív államot szervezni belőlük. Habár kezdetben a parancsnoksága alatt harcoló mudzsáhidek kizárólag az orosz hadsereg és rendőrség ellen hajtottak végre támadásokat, Umarov később parancsot adott a civil lakosság elleni terrortámadások végrehajtására is, mint a 2010-es moszkvai metrórobbantás és a 2011-es domogyedovoi merénylet. 2012-ben terrortámadással fenyegette meg a Szocsiban megrendezendő 2014. évi téli olimpiai játékokat is.

## Élete
1964. április 13-án született a Csecsenföld déli részén fekvő Karszenoj faluban. A gimnáziumot követően Groznijban építészmérnökit  végzett, majd megnősült és hat gyermeke született (a legfiatalabb 2006-ban). 2005-ben az orosz hatóságok letartóztatták Umarov teljes családját, Umarov 74 éves apja rejtélyes körülmények között életét vesztette, testvére eltűnt, a család többi tagját szabadon bocsátották.
Az első csecsen háború kitörésekor Moszkvában tartózkodott, de azonnal hazatért és csatlakozott Ruszlan Gelajev gerilla egységéhez. 1996-ban azonban a Gelajevvel való nézeteltérései miatt Ahmed Zakajev egységéhez csatlakozott. A háború végére dandártábornoki rangot kapott és két kitüntetésben részesült bátorságáért.
A háború után, 1997 januárjában Aszlan Maszhadov csecsen elnök a Csecsen Biztonsági Tanács elnökévé nevezte ki, egy év múlva azonban már kénytelen volt lemondani, mert nem lépett fel a radikális csecsen csoportok emberrablásai ellen.
A második csecsen háború kitörését követően Groznij védelmében segédkezett, 2000 elején azonban súlyosan megsebesült és katonái – a szintén sebesült Zakajevvel együtt – külföldre vitték orvosi kezelésre. Felépülése után a grúziai Pankiszi-szorosban vállalta el egy 150 fős csecsen fegyveres szervezet irányítását, majd 2002-ben titokban visszatért Csecsenföldre, ahol a Délnyugati Front parancsnoka lett, közel 1000 fegyveresnek parancsolva. Fegyveres parancsnokként szorosan együttműködött Samil Baszajevvel, akivel együtt egyes feltételezések szerint részt vett a beszláni túszejtésben, mely 385 ember (többségében gyermekek) halálával végződött.
2005-ben az orosz hatóságok többször is keltették halálhírét: legelőször januárban, amikor azt állították, hogy Umarov életét vesztette egy tűzharcban a grúziai határ mellett. Márciusban állítólag életveszélyesen megsebesítette egy Szpecnaz különítmény, de felépült sérüléseiből. Októberben egy nalcsiki incidenst követően jelentették be halálhírét, de ez is tévesnek bizonyult. 2005 májusában taposóaknára lépett, de csak enyhébb sérüléseket szerzett. 2006 decemberében az orosz biztonsági szolgálat felfedezte rejtekhelyét Csecsenföld nyugati részén, de Umarov sikeresen elmenekült.
2006-ban Abdul-Halim Szadulajev halála után ő lett a – gyakorlatilag már nem létező – Csecsen Köztársaság elnöke. 2007 októberében kikiáltotta az Észak-Kaukázusra kiterjedő Kaukázusi Emírséget, magát nevezve ki emírnek.
Habár egy 2004-es videóüzenetben Umarov még kijelentette, hogy fegyveresei kizárólag orosz katonai és politikai központokat, illetve katonai és rendőri egységeket igyekeznek megtámadni, 2006-tól kezdődően egyre gyakrabban került sor a civilek elleni terrortámadásokra. Ezek közül az első igazán jelentős a 2010-es moszkvai metrórobbantás volt, amely 40 halálos áldozatot követelt, majd egy év múlva a domogyedovói nemzetközi repülőtéren elkövetett merénylet, melynek 36 halálos áldozata volt. Umarov a moszkvai merényleteket azzal indokolta meg, hogy az egész orosz társadalom bűnösnek tekinthető, amiért nem akadályozza meg "Putyin és az FSzB túlkapásait".
2012. február 3-án felszólította követőit a civilek elleni terrortámadások abbahagyására, válaszul a 2011-es kormányellenes tüntetésekre, de megfenyegette az orosz hatóságokat, hogy a 2014-ben Szocsiban megrendezendő olimpiai játékok ellen merényletet fog végrehajtani, mert azt az orosz kormány "halott muszlimok csontjain" kívánja megtartani (Umarov itt arra utalt, hogy a 19. századig Szocsi a független Cserkeszföld része volt, muszlim vallású cserkesz lakossággal, akiket a hódító oroszok átkergettek az Oszmán Birodalom területére).
2011 májusában az Amerikai Egyesült Államok kormánya is 5 millió dolláros vérdíjat tűzött ki a fejére.
2014. március 18-án egy kaukázusi hírportál közzétette halálhírét, melyet azonban független forrásokból nem erősítettek meg és halálának okát sem közölték.